# Panenské Břežany
Panenské Břežany – wieś i gmina w Czechach, w powiecie Praga-Wschód, w kraju środkowoczeskim. Według danych z 1 stycznia 2013 wieś liczyła 568 mieszkańców.